# Phyllotreta gillerforsi
Phyllotreta gillerforsi es una especie de insecto coleóptero de la familia Chrysomelidae. Fue descrita científicamente en 1991 por Biondi.